# Archidiocèse de Keewatin-Le Pas
L'archidiocèse métropolitain de Keewatin-Le Pas, dans les provinces canadiennes du Manitoba, de la Saskatchewan et de l'Ontario, a été érigé canoniquement le 13 juillet 1967. L'archevêque siège à la cathédrale Notre-Dame-du-Sacré-Cœur du Pas, au Manitoba.

## Présentation
Avant d'être élevé au statut d'archidiocèse, ce diocèse avait été érigé en vicariat apostolique par saint Pie X le 4 mars 1910, avec l'archidiocèse de Saint-Boniface comme métropolitain. Le 15 juillet 1925, il doit céder du territoire pour créer la préfecture apostolique de la Baie d'Hudson.
Ce diocèse latin a une superficie de 450 000 km². Il y a 47 838 catholiques dans ce diocèse, soit 42 % de la population totale, en 2021. Il y avait seulement 6 000 fidèles diocésains en 1965. 
Les Amérindiens sont trois fois plus nombreux à être baptisés catholiques que les Métis et les Blancs individuellement.
Les Oblats de Marie-Immaculée sont présents depuis très longtemps dans le Keewatin. C'est de cette communauté que sont issus les cinq premiers évêques du diocèse.
Le 25 janvier 2016 sa dépendance est transférée de la Congrégation pour l'évangélisation des peuples à la Congrégation pour les évêques,.

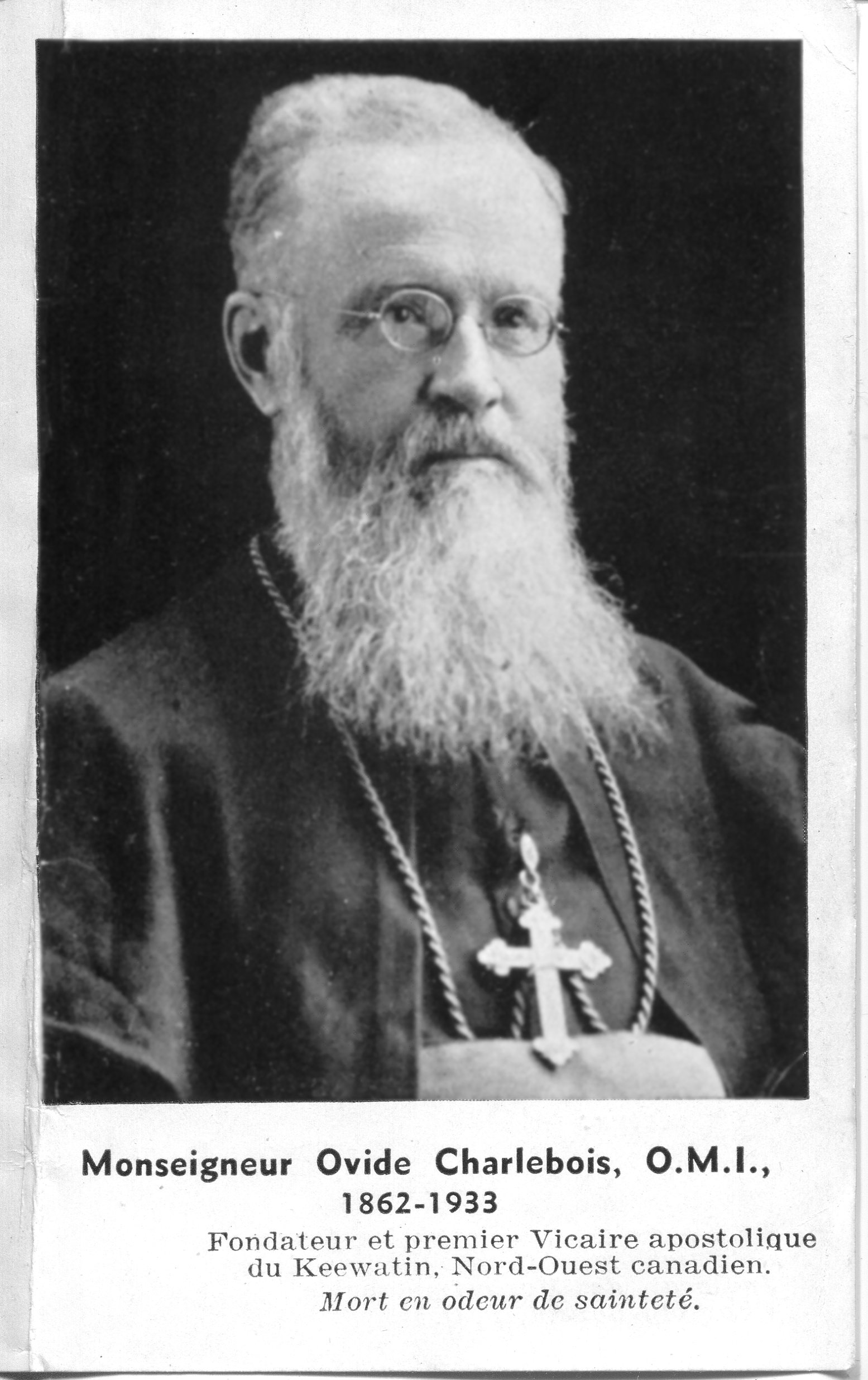
Vénérable Ovide Charlebois, premier vicaire apostolique du Keewatin.
Emplacement de l'archidiocèse.

## Vicaires apostoliques et Archevêques
- Ovide Charlebois, OMI (1910 - 1933)
- Martin Giuseppe Onorio LaJeunesse, OMI   (1933 - 1954)
- Paul Dumouchel, OMI   (1955 - 1986)
- Peter Alfred Sutton, OMI   (1986 - 2006)
- Sylvain Lavoie, OMI  (2006 - 2012)
- Murray Chatlain (2012 - 2024)